# 급동기협
《급동기협》(急凍奇俠: Iceman Cometh)은 홍콩에서 제작된 곽요량 감독의 1989년 영화이다. 원표 등이 주연으로 출연하였고 추문회 등이 제작에 참여하였다. 출시명은 청옥불이다.

## 출연

### 주연
- 원표
- 장만옥

### 조연
- 원화
- 왕정
- 이려예
- 여연산
- 원규
- 임총
- 서금강
- 오문령
- 오지웅
- 나란
- 황야오밍
- 태보
- 매애방
- 강흔연
- 풍쉬범
- 단립문
- 징 첸

## 한국어 더빙 성우진(SBS, 2001년 5월 25일)
- 김일 - 수정 (원표)
- 문지현 - 하채 (장만옥)
- 김영진 - 봉삼 (원화)
- 서광재
- 안장혁
- 이진홍

## 기타
- 의상: 방영